# Jos Kamphuys
Jos Kamphuys (Ede, 25 april 1952 – Lunteren, 16 maart 2011) was een Nederlands winkelketeneigenaar en ondernemer op het gebied van biologische producten, en de bedenker van de winkelformule EkoPlaza.

## Geschiedenis
Kamphuys werd geboren als zoon van een kantoormedewerker van de ENKA en groeide samen met zijn twee zussen op in een streng katholiek gezin. Toen zijn vader in 1964 overleed, was ook de band met de kerk weg. Hij volgde na de MULO de HAVO, maar op zijn zestiende werd hij wegens zijn recalcitrante gedrag en zijn lange haar van school gestuurd. Hij was vaak in de natuur te vinden en was  geboeid door vogels. Het kostte hem geen moeite te worden afgekeurd voor de dienstplicht. De opkomende milieubeweging boeide hem, maar alleen ideologieën spraken hem niet aan; hij was op de praktische uitvoering gericht en begreep dat hij zelf iets moest ondernemen voor een betere wereld. Hij begon met verkoop van biologisch meel, maar dat was geen succes. Omdat hij nog thuis woonde was het niet noodzakelijk te verdienen. Drie maanden trok hij door de Verenigde Staten, waar de natuur en de omvang van de bedrijven hem erg aanspraken.  
Toen hij eind jaren 60 in Ede terugkwam, opende hij in zes gehuurde garageboxen de natuurvoedingswinkel de Kleingrutterij. Met zijn toenmalige vriendin en mede-eigenaar Greetje runde hij deze succesvolle zaak en breidde uit met filialen in Bussum en Veenendaal, die elk werden beheerd door een van zijn zusters. Daarnaast inspireerde hij veel eigenaren van andere natuurvoedingswinkels met ideeën en voorzag hen van adviezen.
Uit zijn huwelijk met Greetje kreeg hij twee zoons, Bas en Floris. 
In 1990 kon Kamphuys in Amsterdam de failliete grote natuurvoedingswinkel DIS Natuurtopper van Gerard Does overnemen, wat voor hem een risicovolle onderneming was, zeker na zijn echtscheiding. Hij bracht de winkel als eerste franchisenemer van de door Does bedachte winkelformule De Natuurwinkel weer tot bloei en huwde Heleen, een van zijn werkneemsters.
Voor hem stond het oprichten van een biologische winkelketen van vijftien supermarktwinkels onder de naam EkoPlaza voor ogen en wilde natuurvoeding toegankelijk maken voor een zo breed mogelijk publiek. Samen met zijn vrouw begon hij daarmee in 2005 door het oprichten van een proefwinkel als supermarkt in Alkmaar die op 21 april van dat jaar werd geopend, gevolgd door het vergroten van de winkels in Bussum en Veenendaal tot EkoPlaza-supermarkt. 
Tijdens de bankencrisis kon hij echter in 2008 van de bank geen financiële medewerking meer krijgen voor de vestiging van het vierde filiaal in Den Haag, dat als grootste biologische supermarkt van Nederland was gepland. Het lukte hem echter toch deze winkel te openen; om zijn idee verder gestalte te geven zocht hij samenwerking met een biologische groothandel, die ook winkels van De Natuurwinkel exploiteerde. Die samenwerking vond hij in 2010 in Udea (concern). Deze in Veghel gevestigde groothandel werd daardoor deels eigenaar van de EkoPlaza.
In 2009 werd darmkanker bij Kamphuys geconstateerd, maar dat weerhield hem er niet van verder te gaan met de verwezenlijking van zijn droom van 100 EkoPlaza-winkels in 2011 te bereiken. In 2011, toen Kamphuys overleed, bedroeg het aantal vestigingen 23. Om zijn klanten te bereiken schreef Kamphuys de EkoPlaza-nieuwsbrief.
Zijn vrouw en zoons leiden nog steeds de winkel in Bussum, zijn beide zussen, Lidwien en Bernadette, de winkel in Veenendaal. Udea werd door zijn overlijden de volledige eigenaar van EkoPlaza en breidde het aantal winkels uit tot 109 in 2022.
Motto van Kamphuys was: "Geen ideologie, maar praktische samenwerking".